# Krepšić
Krepšić är en ort i Bosnien och Hercegovina.   Den ligger i distriktet Brčko, i den nordöstra delen av landet, 120 km norr om huvudstaden Sarajevo. Krepšić ligger 81 meter över havet och antalet invånare är 1 156.
Terrängen runt Krepšić är mycket platt. Närmaste större samhälle är Brčko, 9,0 km sydost om Krepšić.
Trakten runt Krepšić består till största delen av jordbruksmark. Runt Krepšić är det ganska tätbefolkat, med 185 invånare per kvadratkilometer.